# Sentinelles (peuple)
Pour les articles homonymes, voir Les Sentinelles.
Les Sentinelles sont un peuple isolé refusant les contacts avec le monde extérieur. Ils vivent dans l’île de North Sentinel, dans les îles Andaman, un archipel de l’océan Indien faisant partie de l’Inde.

## Société

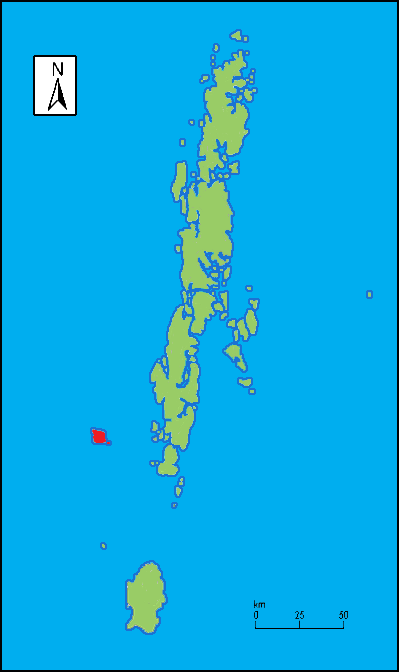
Localisation (en rouge) des Sentinelles dans les îles Andaman.

Les Sentinelles, ainsi appelés d’après le nom de leur île, parlent une langue qui leur est propre, le sentinellois (en), de la famille des langues andamanaises. Leurs traditions spirituelles, animistes, sont très mal connues. Ils constituent l’un des derniers peuples isolés du monde, vivent en autarcie selon un mode principalement chasseur-cueilleur-pêcheur qui semble avoir peu changé depuis des millénaires. Parmi les Andamanais autochtones, ils sont le seul groupe dont tous les membres restés dans l’île ont conservé ces traditions et n’ont pas adopté la langue bengali ni d’autres religions. Leur nombre est estimé entre 50 et 200 environ (mais seulement 39 selon le recensement de 2001). Ils appartiennent au groupe anthropologique appelé négritos. Ils connaissent le feu, sans que leur technique pour le produire soit connue.

## Histoire
Avant que l’on découvre que les haplogroupes des négritos sont les mêmes que ceux des autres populations de l'Asie du Sud et différents de ceux des noirs africains, la similitude morphologique a fait supposer qu’ils seraient arrivés d’Afrique dans leur île. L’hypothèse la plus diffusée est que cela se serait produit il y a peut-être 50 000 ans, les négritos descendant donc directement des premiers humains à avoir colonisé l’Asie au paléolithique.
Les premières références certaines aux Sentinelles datent du VIIe siècle. Il est impossible de faire la part des choses entre descriptions directes, légendes et rumeurs : des sources, notamment arabes, mentionnent des « hommes noirs pratiquant le cannibalisme ». Marco Polo qui passe près de leurs côtes vers 1290, les décrit comme des « chasseurs de têtes »,.

## Tentatives de contact
Les tentatives de prises de contact se sont en grande majorité soldées par des échecs.
En janvier 1880, une expédition britannique armée menée par Maurice Vidal Portman a eu pour but de capturer des habitants de l’île, de leur faire des offrandes et de se montrer aimables envers eux afin d’établir le contact. Cette expédition fut vraisemblablement la première rencontre des Sentinelles avec le monde extérieur. Malgré l'efficacité avec laquelle les habitants parviennent à se cacher dans la jungle à l'arrivée d’étrangers, l’expédition a réussi, au bout de quelques jours, à capturer deux membres âgés de la tribu ainsi que quatre jeunes enfants. Arrivées à Port Blair, les deux personnes âgées sont tombées malades et sont mortes. Les quatre enfants ont alors été ramenés à l’île, chargés d’offrandes. Après cela, la Grande-Bretagne cessa ses tentatives de contact et s’intéressa à d’autres tribus. Par la suite les Sentinelles refusèrent toute relation, peut-être parce que les enfants ont pu ramener dans l’île des maladies exogènes auparavant inconnues, aux effets méconnus. Ces nouvelles maladies représentent la première cause de décès pour les tribus isolées qui n’ont pas développé de défenses immunitaires contre les virus de la grippe, de la rougeole ou de la varicelle.
En 1967, le gouvernement indien commença une série de missions visant à établir une rencontre. La première d’entre elles, menée par l’anthropologue Triloknath N. Pandit, fut escortée par des policiers et par des officiers de la marine indienne. Les Sentinelles se sont réfugiés dans la jungle en voyant approcher les étrangers, et cette tentative fut un échec. Les suivantes ne firent guère mieux. Les Indiens laissèrent sur la plage de nombreux cadeaux et des offrandes.
Le 20 mars 1970, des anthropologues indiens (dont à nouveau Triloknath Pandit) se sont retrouvés piégés par les courants entre North Sentinel et l’île Constance. Selon un témoin oculaire a fait le témoignage suivant :
« Quelques membres de la tribu nous faisaient de grands signes pour qu’on leur jette du poisson. Les femmes sortaient de l’ombre pour nous observer… Quelques hommes sont venus récupérer le poisson.

Ils semblaient être reconnaissants, sans pour autant abandonner leur attitude méfiante… Ils ont tous commencé à crier des paroles incompréhensibles, et nous avons répondu en essayant de leur faire comprendre nos intentions amicales.
C’est à cet instant qu’une chose étrange arriva : une femme se jeta sur un guerrier et simula une union passionnelle.
Ce rituel fut répété par d’autres femmes, chacune choisissant un guerrier. Après quelques minutes de cet étrange spectacle, les Sentinelles disparurent progressivement dans la jungle.
Malgré tout, quelques guerriers assuraient toujours la garde. Nous nous sommes approchés du rivage pour y jeter du poisson, qui fut immédiatement récupéré par des enfants.

Il était midi passé et nous sommes retournés sur le bateau. »
Au printemps 1974, une équipe de tournage de la National Geographic Society est venue sur l’île pour y réaliser un documentaire, Man in Search of Man. Lorsque leur bateau motorisé s’est approché de la plage, les Sentinelles sont sortis de la jungle, armés d’arcs et arrosant l’équipe de flèches. Le bateau a accosté à l’abri de l’attaque et l’équipage a déposé des offrandes sur le sable : une voiture miniature en plastique, des noix de coco, un cochon vivant et une poupée. Cette démarche ne diminua pas l’hostilité de la tribu, qui leur adressa une nouvelle volée de flèches, dont l’une se ficha dans la cheville du réalisateur. L’homme ayant tiré cette flèche rit et dansa fièrement, avant de tuer le cochon et de l’enterrer avec la poupée.
Le 2 août 1981, le bateau Primrose, de Hong-Kong, s’échoua le long de la côte de North Sentinel. Après avoir attendu les secours pendant quelques jours, l’équipage aperçut des silhouettes noires en train de construire des pirogues sur le sable. Prenant peur, le capitaine Liu Chunglong lança un appel de détresse, demandant un largage d’armes à feu afin de pouvoir se défendre. Les conditions météorologiques rendirent cette opération impossible et il n’y eut pas d’affrontement ; les Sentinelles ne s’approchèrent pas des naufragés. Au bout d’une semaine, l’équipage fut secouru ; l’épave du Primrose resta au nord de l’île.
Au début des années 1990, les Sentinelles se montrèrent moins méfiants envers les bateaux tentant d'approcher du rivage. Ainsi en 1991, l’anthropologue indien Triloknath Pandit réussit, à sa troisième tentative, à établir un contact pacifique avec les Sentinelles qui acceptèrent ses offrandes comme en témoignent plusieurs photos et vidéos. Généralement, après quelques minutes, les autochtones demandent agressivement à leurs visiteurs de s’en aller, en faisant des gestes menaçants ou en leur lançant des flèches.
En 1996, le gouvernement indien renonça officiellement à ces tentatives de prise de contact.
En 2004, les Sentinelles ont survécu au tsunami en se réfugiant dans les hauteurs de l’île, comme en témoigna un hélicoptère venu évaluer la situation, qui essuya aussi une volée de flèches.
En 2006, les guerriers de North Sentinel tuèrent deux hommes qui pêchaient illégalement autour de l’île et dont le bateau avait dérivé jusqu’à l’île durant leur sommeil, puis déposèrent leurs corps dans une tombe de fortune. Un hélicoptère tenta de récupérer les corps : les tirs de flèches en dissuadèrent les pilotes.
Le 16 novembre 2018, en dépit de l’interdiction d’approcher à moins de cinq kilomètres de l’île North Sentinel, un missionnaire chrétien sino-américain de 27 ans, John Chau, membre du mouvement évangélique Journey Covenant Church, branche de l’Evangelical Covenant Church (en), considérant l’île comme un « dernier bastion de Satan » et voulant « partager l’amour de Jésus avec l’un des derniers peuples non atteints au monde », paya des pêcheurs indiens pour l’emmener sur l’île interdite où il fut tué par les Sentinelles peu après avoir débarqué,. Les pêcheurs ont été arrêtés par la police, qui enquêta aussi sur deux autres missionnaires américains. John Chau est un martyr selon certains milieux évangéliques. L’Inde demande que son corps ne soit pas récupéré, pour éviter le risque d’envenimer la situation et de contaminer davantage la population,.
Le 26 mars 2025, un youtubeur américain, Mykhailo Viktorovich Polyakov, accoste illégalement sur l'île et laisse une canette de Coca-Cola et une noix de coco en offrande sur l'une des plages ; il récupère du sable dans un flacon, enregistre une vidéo, puis quitte l'île. Il est par la suite arrêté par les autorités du territoire des Îles Andaman-et-Nicobar,.

## Menaces pour les Sentinelles

### Maladies
Selon Survival international, les Sentinelles ont pu être contaminés par des agents pathogènes mortels pour eux, soit par les présents déposés sur la plage (ce qui peut expliquer qu’en 1974 ils aient préféré enterrer un cochon au lieu de le consommer), soit par les cadavres des étrangers tués lors des intrusions non autorisées des pêcheurs de 2006 et de John Chau en 2018.

### Braconniers
Avec la baisse des ressources halieutiques et l’augmentation de la population des îles Andaman, des braconniers entrent de plus en plus fréquemment dans le territoire protégé des Sentinelles pour y pêcher illégalement du poisson, des tortues de mer, des crustacés et des concombres de mer. Cette pratique illégale diminue les ressources des Sentinelles et accroît les risques de naufrage, donc de contacts accidentels.